# Festuca djimilensis
Festuca djimilensis är en gräsart som beskrevs av Pierre Edmond Boissier och Bal. Festuca djimilensis ingår i släktet svinglar, och familjen gräs. Inga underarter finns listade i Catalogue of Life.